# Station Przyłęk Duży
Station Przyłęk Duży is een spoorwegstation in de Poolse plaats Przyłęk Duży.